# Голубева, Екатерина Сергеевна
Екатери́на Серге́евна Го́лубева (род. 17 октября 2003, Новосибирск) — российская самбистка. Серебряный призёр Игр стран БРИКС.

## Биография
Екатерина Голубева родилась 17 октября 2003 года в Новосибирске.

### Спортивная карьера
Воспитанница новосибирского центра спортивной борьбы. Тренируется под руководством Алексея Орлова. На российских соревнованиях представляет Новосибирскую область. Выступает в весовой категории до 65 кг.
В 2022 году завоевала бронзовую медаль Кубка России, получила звание «Мастер спорта России».
В 2024 году стала серебряным призёром Игр стран БРИКС и бронзовым призёром Кубка России.

## Спортивные достижения
- Кубок России по самбо 2022 — ;
- Кубок России по самбо 2024 — ;